# ミンスパイ

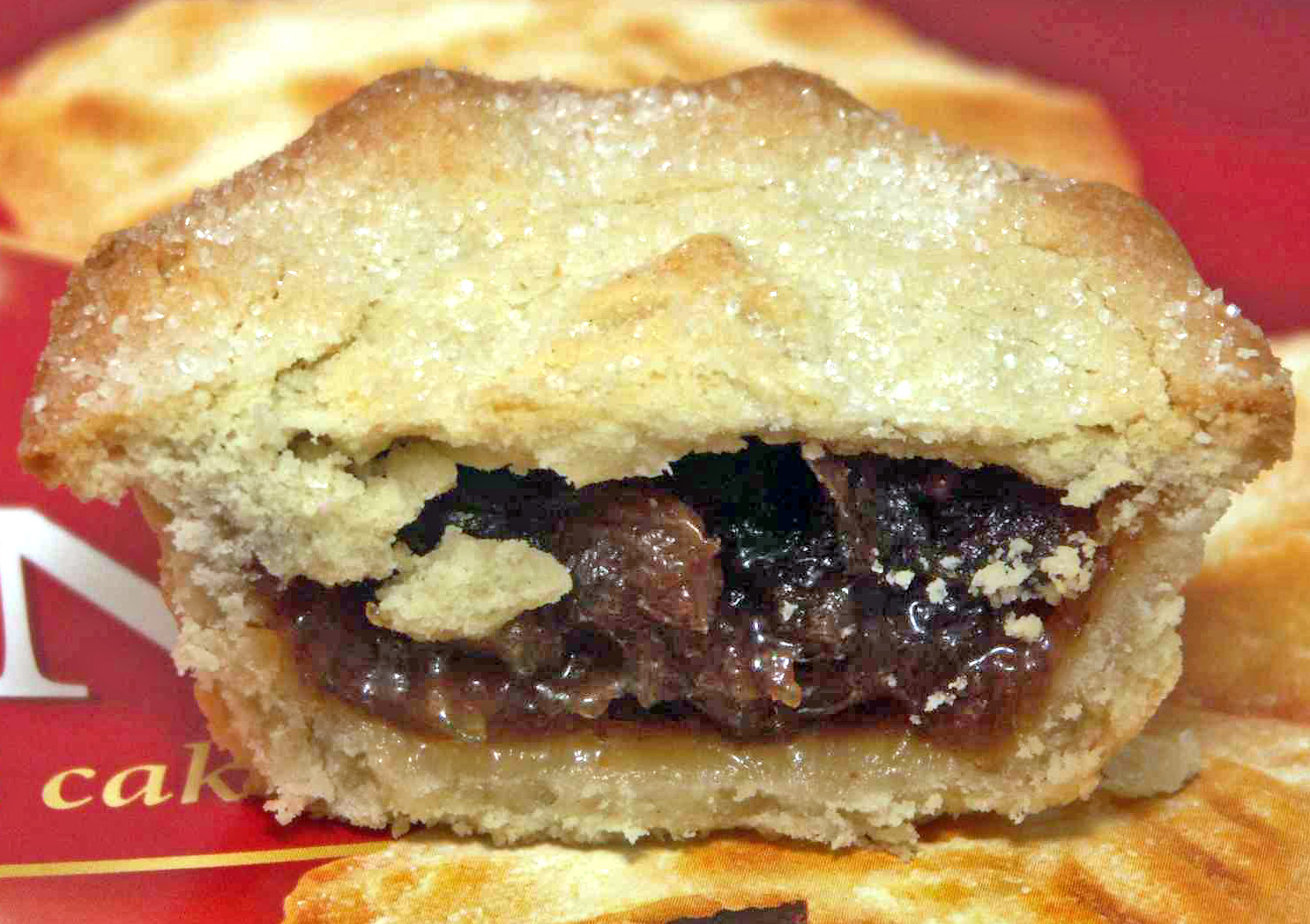
ミンスパイ

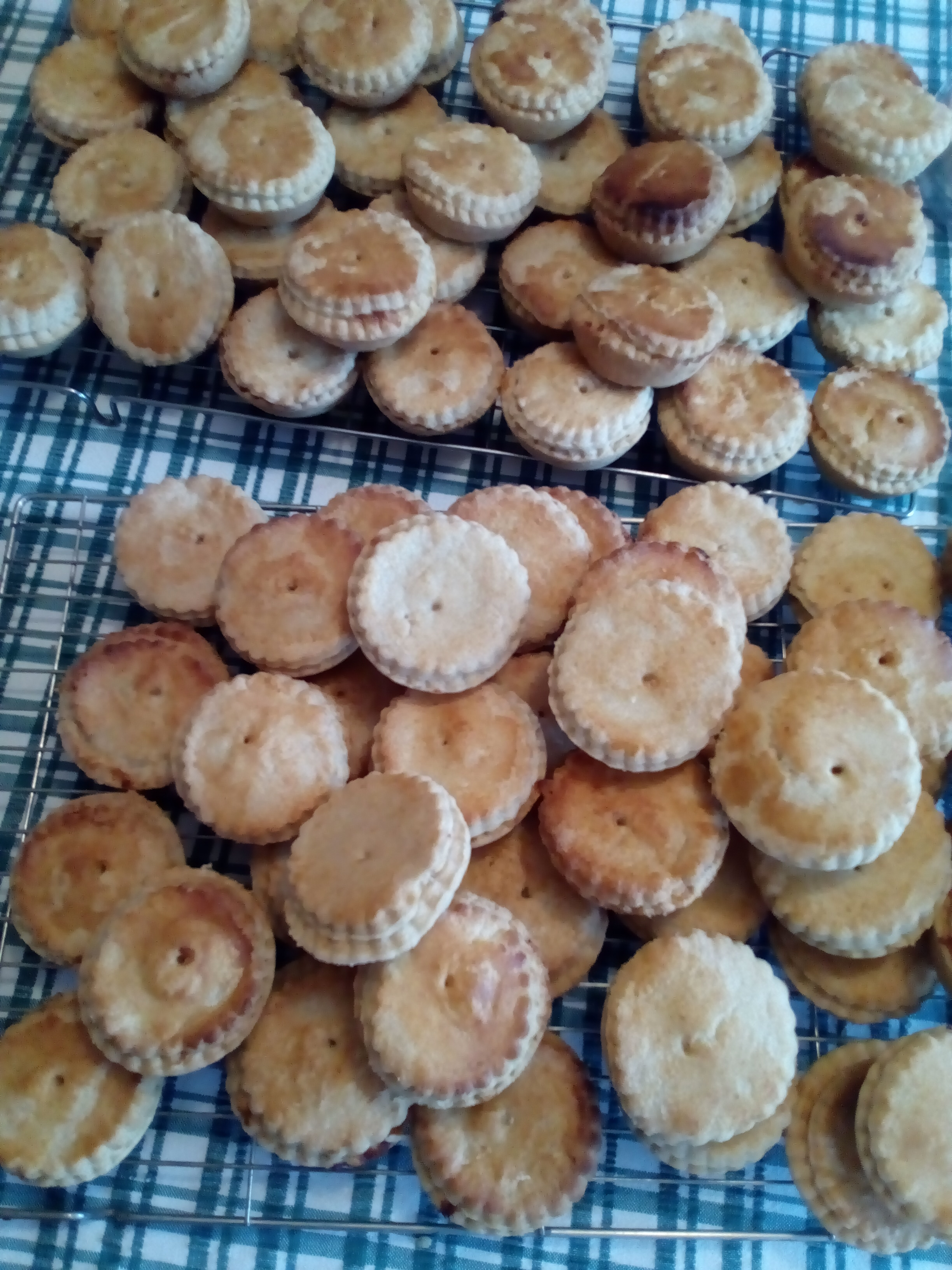

ミンスパイ (英: mince pie) は、ドライフルーツから作った「ミンスミート」を詰めたパイである。

## 概要
クリスマスに食べる菓子として知られ、径数センチの独特の形で作られることが多い。ミンスミート (mincemeat) とは元来は、ミンス（みじん切り）にした肉、つまりひき肉のことで、ミンチの語源でもある。しかししだいに、ドライフルーツを主体としたものに変化した。
東方の三博士がイエス・キリストの誕生を祝うために捧げた没薬が、ミンスパイの起源と言われる。かつては果実や肉に香辛料と甘みを加えたものをパイ生地やビスケット生地で包んでゆりかごをかたどり、上面部に切り口を入れてイエスを表す小さな像を入れて焼き上げていた。この工程には、ゆりかごの中に神の子を置き、その誕生を祝っていた意味合いがあった。
イギリスの庶民にとってのミンスパイの原型はフルーメンティーというシンプルな小麦のポリッジだった。特別な日には砂糖、ワイン、香辛料、卵、ドライフルーツ、肉の細切れなど、普段入れられない食材を入れご馳走に仕立てた。この特別なポリッジが進化して、パイに入れたものがミンスパイとなった。このポリッジは、クリスマスプディングやクリスマスケーキの源流ともなっている。
清教徒革命の際には偶像崇拝にあたるとしてミンスパイの製造が禁止されるが、間もなく禁止令は解ける。やがて、中に詰める具から肉が消える。また、イギリスが世界各地に植民地を持っていた時代になると、各地から様々な果実やナッツがイギリスに入り、ミンスパイの具として使用されるようになった。
現在は、リンゴ、ブドウ（干しぶどう）、レモンなどの柑橘類などが使われる。これらをみじん切りにし、ブランデー、砂糖、ケンネ脂（スエット）、香辛料などを加え、煮込んだのち数日間寝かせる。